# HELLO (福山雅治の曲)
「HELLO」（ハロー）は、福山雅治の楽曲。1995年2月6日にBMGビクター（現・Ariola Japan）より通算10作目のシングルとして発売された。

## 解説
本作から当時のJ-POPシングルとしては珍しかったマキシシングル(12cmシングル)で発売された。ジャケットは砂漠で一人自分の手を見つめながら佇む福山を写している。
前作『IT'S ONLY LOVE／SORRY BABY』に続き、オリコンシングルチャートで初登場1位を獲得し、1年ぶり2作連続でミリオンセラーとなった。オリコン集計でマキシシングルがミリオンヒットを記録したのは、本作が初めてとなった。
その後オリコン累計売上枚数は187.1万枚となり、福山のシングルとしては2000年に発売した15thシングル『桜坂』に次ぐヒット作品になっている。
ジャケットには、写真家・植田正治が撮影した写真が使用された。この出会いをきっかけに、福山は植田との交流を深めていくことになる。
なお、発売日の1995年2月6日は福山の26歳の誕生日。

## 収録曲
全作詞：福山雅治
1. HELLO (4:03)
  - 作曲：福山雅治 / 編曲：佐橋佳幸

フジテレビ系水曜劇場『最高の片想い』主題歌。
題名の由来はデモを聞いたプロデューサーの息子が『HELLO』って言ってる気がすると言い最初からタイトルは『HELLO』となった。[8]
「HELLO」と言うフレーズは歌詞の中に一度も登場していない。
ドラマのプロデューサー大多亮から「"片想い"をテーマに、アコースティック・ギターがジャカジャカ鳴っているR&Rな曲が欲しい」とリクエストされ、これまでに福山が学んできたものを全部つぎ込んで1曲作ってやろうという意気込みで制作したという[9]。自身のラジオ番組内で、ギター弾き語りの練習曲として「HELLO」を勧めたことがある。
ミュージック・ビデオが制作されており、映像作品『FUKUYAMANIA』に収録されている。
プロレスラーの黒潮TOKYOジャパン（元：黒潮"イケメン"二郎）が入場曲に使用している。黒潮は同曲を、フルコーラス目いっぱい時間をかけて入場を行うことが定番となっている[10]。2019年12月には、福山の『男性限定LIVE 野郎夜!! 6』の事前予告として黒潮とハリウッドザコシショウ（「誇張しすぎた福山雅治」というネタがある）のプロレスが挿入された[11]。
オリジナル・アルバムには未収録で、ベスト・アルバム『M-COLLECTION 風をさがしてる』でアルバム初収録となった。1996年に放送された「24時間テレビ19」にてマラソンランナーの赤井英和の応援歌として歌唱された。[12]
2. そのままで… (4:58)
  - 作曲：福山雅治 / 編曲：小原礼

福山の作品の中では珍しく"雪"という言葉が出てくる曲である。
3. Pa Pa Pa (3:37)
  - 作曲・編曲：斎藤誠

ダイドー「ブレンドコーヒー」CMソング。
アレンジを見据えた曲作りから出来た1曲であるという[9]。
4. HELLO (オリジナル・カラオケ) (4:03)
5. そのままで… (オリジナル・カラオケ) (4:58)
6. Pa Pa Pa (オリジナル・カラオケ) (3:32)

## ミュージシャン
| HELLO - Bass:CHIHARU MIKUZUKI - Guitars:YOSHIYUKI SAHASHI - Keyboards:TOSHIFUMI SHIBATA - Percussions:MARIE OISHI - Sax:TAKUO YAMAMOTO - Computer & Synthesizer Programming:TETSUO ISHIKAWA - Background Vocals:MAKOTO SAITO | そのままで… - Drums:HIDEO YAMAKI - Bass:RAY OHARA - Electric Guitar:KENJI OMURA - Acoustic Guitar:MASAKI MATSUBARA - Keyboards:MOTOHIRO TOMITA - Computer & Synthesizer Programming:HIDEKI MATSUTAKE - Background Vocals:YASUHIRO KIDO / KIYOSHI HIYAMA Pa Pa Pa - Drums:NORIYASU KAWAMURA - Bass:SHUNSUKE TSUNODA - Guitars:MAKOTO SAITO - Keyboards:ATSUO KATAYAMA - Percussions:AKIHIKO NARITA - Computer & Synthesizer Programming:HITOSHI ANBAI - Background Vocals:MAI YAMANE / MAKOTO SAITO |

## 収録アルバム
HELLO
- M-COLLECTION 風をさがしてる
- MAGNUM COLLECTION 1999 "Dear"
- Fukuyama Masaharu ANOTHER WORKS remixed by Piston Nishizawa (リミックスバージョン)
- THE BEST BANG!!
- 福の音

そのままで…
- M-COLLECTION 風をさがしてる
- fukuyama masaharu MAGNUM COLLECTION "SLOW" (new mix)

Pa Pa Pa
- M-COLLECTION 風をさがしてる
- Fukuyama Masaharu ANOTHER WORKS remixed by Piston Nishizawa (リミックスバージョン)

## カバー
HELLO
- 阪本奨悟 - 2017年公開の映画『恋と嘘』の主題歌として使用[13]。
- 野原ひろし（声：森川智之） - 2019年公開の映画『クレヨンしんちゃん 新婚旅行ハリケーン 〜失われたひろし〜』の劇中歌として使用[14]。
- 菅沼久義-『CABAVol.1』に収録